# Holland Farm

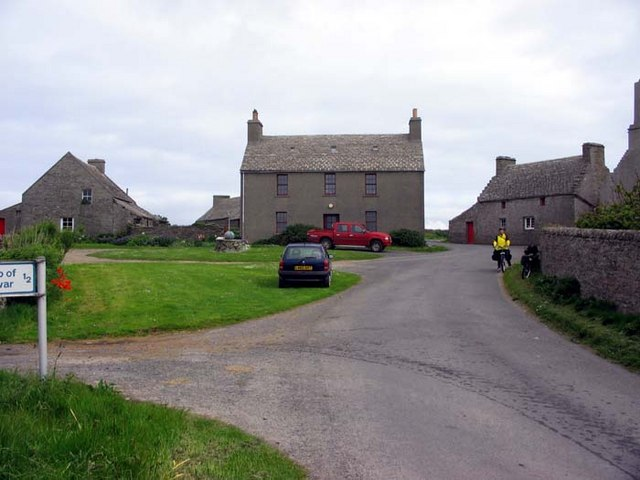
Holland Farm ist mittig und links im Bild zu sehen. Rechts liegt Holland House.

Holland Farm ist ein Bauernhof auf der schottischen Orkneyinsel Papa Westray. 2001 wurde das Bauwerk in die schottischen Denkmallisten in der Kategorie B aufgenommen. Zusätzlich ist es zusammen mit Holland House und weiteren Außengebäuden Teil eines Denkmalensembles der Kategorie B.

## Geschichte
Der Soldat Thomas Traill erwarb die Ländereien auf Papa Westray im Jahre 1637. Mitte des 17. Jahrhunderts erbaute er die ältesten Teile von Holland House. Traill machte sein Vermögen in der Kelpindustrie (siehe auch Braunalgen#Verwendung). Das Anwesen wurde über Generationen innerhalb der Familie vererbt und verblieb mit Ausnahme einer Phase zwischen 1886 und 1928 bis 1952 durchgängig in ihrem Besitz. Holland Farm gehört zu den älteren Teilen des Anwesens und stammt aus dem 17. Jahrhundert. Ein Gehöft namens Manavel bestand zu dieser Zeit schon, welches Traill ausbaute. Als ältestes Gebäude wird der heutige Pferdestall angesehen, in dem sich zuvor die Küche von Manavel befunden haben soll. Um 1823 wurde eine der ersten Rossmühlen auf den Orkney zum Antrieb der Dreschmaschine errichtet. Mit dem Zusammenbruch der Kelpindustrie in den 1830er Jahren konzentrierte sich Traill auf die Holland Farm und erweiterte sie kontinuierlich. Die neusten Gebäude wurden gegen Ende des 19. Jahrhunderts hinzugefügt. Hierzu zählen die länglichen Stallungen, welche die noch auf einer Karte aus dem Jahre 1882 verzeichneten Vorgängerbauten ersetzen.

## Beschreibung

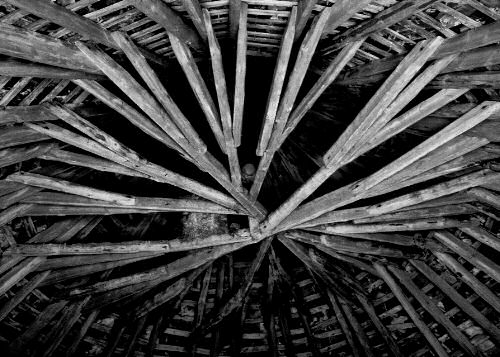
Dachgebälk der Rossmühle

Holland Farm liegt an der Kreuzung der beiden Straßen Papa Westrays und grenzt direkt westlich an Holland House an. Das zweistöckige Hauptgebäude liegt an der Straße und war einst mit Harl verputzt und mit Staffelgiebeln gearbeitet. Das in den 1970er Jahren renovierte Haus schließt mit einem schiefergedeckten Satteldach ab. Südlich befindet sich ein Brunnen. Holland Farm wurde sowohl land- als auch viehwirtschaftlich genutzt. Es existieren getrennte Stallungen für Pferde und Milchkühe sowie Anlagen zur Milchverarbeitung. Ergänzt werden diese Einrichtungen durch eine Dreschhalle mit einer angrenzenden runden Rossmühle. Neben verschiedenen Getreide- und Heulagern ist auch eine Darre vorhanden. Zu der Anlage gehören auch eine Schmiede und eine Tischlerei. Das Wohngebäude des Müllers der Windmühle von Holland House ist heute nur noch als Ruine erhalten. Der ehemalige Harl-Putz ist an verschiedenen Gebäuden noch teilweise erhalten. Ebenso existiert an manchen noch die ursprüngliche Schiefereindeckung.